# أنتونيجا ساندريتش
أنتونيجا ساندريتش (بالكرواتية: Antonija Sandrić) مواليد 19 مايو 1988 في شيبينيك، جمهورية كرواتيا الاشتراكية، هي لاعبة كرة سلة كرواتية. بدأت مسيرتها الاحترافية في سنة 2005. تلعب في الدوري الإسباني لكرة السلة للسيدات كلاعب هجوم خلفي. مثلت منتخب بلادها. شاركت في دورة الألعاب الأولمبية الصيفية سنة 2012. حققت المركز الثالث في ألعاب البحر الأبيض المتوسط 2009.

## الميداليات
| الميدالية | المسابقة                        |
| --------- | ------------------------------- |
| برونزية   | ألعاب البحر الأبيض المتوسط 2009 |

## روابط خارجية
- أنتونيجا ساندريتش على موقع الاتحاد الدولي لكرة السلة (الإنجليزية)
- أنتونيجا ساندريتش على موقع كرة السلة الأوروبية.كوم (الإنجليزية)
- أنتونيجا ساندريتش على موقع بروبوليرز (الإنجليزية)
- أنتونيجا ساندريتش على موقع سبورتس رفرنس (الإنجليزية)
- أنتونيجا ساندريتش على موقع اللجنة الأولمبية الدولية (الإنجليزية)
- أنتونيجا ساندريتش على موقع أوليمبيديا (الإنجليزية)
- أنتونيجا ساندريتش على موقع اللجنة الأولمبية الكرواتية (مؤرشف) (الكرواتية)